# Frans Löfström
Frans Löfström, född 19 oktober 1888 i Brantevik, Simris församling, Kristianstads län, död 25 augusti 1946 i Simrishamn, var en svensk folkskollärare i Baskemölla. 
Löfström skrev ett antal kulturhistoriska böcker om Österlen.
Frans Löfström var far till Inge Löfström. Ett barnbarn till honom var författaren Tomas Löfström.